# Exechonella discoidea
Exechonella discoidea är en mossdjursart. Exechonella discoidea ingår i släktet Exechonella och familjen Exechonellidae.
Artens utbredningsområde är Röda havet. Inga underarter finns listade i Catalogue of Life.